# جائزة البوكر (2018)
مُنحت جائزة بوكر الأدبية لعام 2018 في حفلٍ أُقيم في 16 تشرين الأول/أكتوبر 2018. تمَّ الإعلان عن القائمة الطويلة للجائزة في 24 تمّوز/يوليو؛ وقُلِّصت إلى قائمة مختصرة مكوّنة من ستة كتب في 20 أيلول/سبتمبر من نفسِ العام. تضمَّنت القائمة الطويلة كتاب سابرينا لنيك دريناسو؛ وهي أوّل رواية مصورة تُرشح للمنافسة على هذه الجائزة.
حصلت آنا بورنس على الجائزة التي تُعادل قيمتها 50,000 جنيه إسترليني عن روايتها الثالثة ميلكمان؛ لتُصبحَ أول مؤلفة إيرلندية شمالية تفوزُ بالجائزة.

## لجنة التحكيم
- كوامي أنتوني أبيا
- فال مكديرميد
- ليو روبسون
- جاكلين روز
- لين شبتون

## المُرشَّحون

### قائمة مختصرة
| المؤلِّف        | العنوان     | النوع | البلد                      | الناشر              |
| ------------- | ----------- | ----- | -------------------------- | ------------------- |
| آنا بورنس     | ميلكمان     | رواية | المملكة المتحدة            | فابر وفابر          |
| إيسي إدوغيان  | واشنطن بلاك | رواية | كندا                       | سيربنتز تايل        |
| ديزي جونسون   | كلُّ شيءٍ تَحْت  | رواية | المملكة المتحدة            | جوناثان كيب للنشر   |
| راشيل كوشنر   | غُرفَة المرِّيخ | رواية | الولايات المتحدة الأمريكية | جوناثان كيب للنشر   |
| ريتشارد باورز | الإفراط     | رواية | الولايات المتحدة الأمريكية | وليام هاينمان للنشر |
| روبن روبرتسون | أخذٌ طويلٌ    | رواية | المملكة المتحدة            | بيكادور             |

### قائمة طويلة
| المؤلِّف         | العنوان                      | النوع       | البلد                      | الناشر               |
| -------------- | ---------------------------- | ----------- | -------------------------- | -------------------- |
| بيليندا باور   | انفجار                       | أدب الجريمة | المملكة المتحدة            | مطبعة بانتام         |
| آنا بورنس      | ميلكمان                      | رواية       | المملكة المتحدة            | فابر وفابر           |
| نيك دناسو      | سابرينا                      | رواية مصورة | الولايات المتحدة الأمريكية | جرانتا               |
| إيسي إدوغيان   | واشنطن بلاك                  | رواية       | كندا                       | سيربنتز تايل         |
| غي جوناراتني   | في مدينتنا المجنونة والغاضبة | رواية       | المملكة المتحدة            | صوفان للصحافة        |
| ديزي جونسون    | كل شيء تحت                   | رواية       | المملكة المتحدة            | جوناثان كيب للنشر    |
| راشيل كوشنر    | غرفة المريخ                  | رواية       | الولايات المتحدة الأمريكية | جوناثان كيب للنشر    |
| صوفي ماكينتوش  | علاج المياه                  | رواية       | المملكة المتحدة            | هاميش هاميلتون للنشر |
| مايكل أونداتجي | وار لايت                     | رواية       | كندا                       | جوناثان كيب للنشر    |
| ريتشارد باورز  | الإفراط                      | رواية       | الولايات المتحدة الأمريكية | وليام هاينمان للنشر  |
| روبن روبرتسون  | أخذ طويل                     | آية رواية   | المملكة المتحدة            | بيكادور              |
| سالي روني      | أُناس عادييون                 | رواية       | أيرلندا                    | فابر وفابر           |
| دونال ريان     | من بحرٍ مُنْخَفضٍ وهادئٍ           | رواية       | أيرلندا                    | دوبل داي أيرلندا     |